# Tunak Tunak Tun
Tunak Tunak Tun (či jen Tunak) je indická popová píseň zpěváka Dalera Mehndiho z roku 1998. Řadí se do žánru bhangra či indi-pop a je dlouhá přibližně 5 minut. Samotná píseň byla v Indii velmi úspěšná a potvrdila pozici Dalera Mehndiho jako největší indické popové hvězdy. Píseň se později stala internetovým memem.

## Původ
Název písně je odvozen od zvuku vydávaného nástrojem tumbi, který se jinak objevuje v paňdžábské lidové hudbě. Mehndimu bylo vytýkáno, že získal popularitu díky písním s krásnými tančícími dívkami, proto se rozhodl, že v novém klipu bude účinkovat pouze on sám. Natočený klip byl první v Indii, který využil metodu greenscreenu.

## Klip
V klipu se objevují čtyři muži, které všechny hraje Daler Mehndi, díky greenscreenu se na pozadí objevují horské krajiny, pouště nebo chrám Vasila Blaženého. Mehndi je oděn v tradičním okázalém indickém oděvu s turbanem na hlavě. Čtyři muži v jeho podání představují čtyři základní živly – zemi, vodu, vítr a oheň. Zemní kostým je červený, ohnivý je oranžový, větrný je hnědý a vodní je zelený. Tyto postavy se na začátku videa objeví jako komety dopadající na Zem, následně se promění v muže a začnou tancovat. Vytvářejí velmi neobvyklé taneční kreace, zpívají, ukazují na sebe a gestikulují, jako by se domlouvali. Na konci videa se všechny postavy spojí do jedné představující Dalera Mehndiho, ten je oděn v zelené a žluté.

## Přijetí a kritika
Hudební magazín Rashtriya Sahara se o písni a klipu v roce 1998 vyjádřil negativně, nicméně to nezabránilo dobrému přijetí u posluchačů. Píseň se stala indickým popovým hitem a byla i komerčně úspěšná. Na začátku 21. století se stala internetovým memem a virálním videem.
V roce 2022 měl klip na YouTube přes 200 milionů zhlédnutí.